# Škola uměleckých řemesel
Škola uměleckých řemesel (slovensky Škola umeleckých remesiel) vznikla v Bratislavě v roce 1928. Jejím vzorem i modelem byla výtvarná škola Bauhaus z německého města Dessau. Jejím zřizovatelem byla Obchodní a průmyslová komora v Bratislavě. 

## Historie a současnost
V letech 1928/1929 byly otevřeny večerní kurzy kreslení a aranžování reklamy. Škola uměleckých řemesel zahájila prezenční výuku ve školním roce 1930/1931 v nově otevřeném školním komplexu na Vazovově ulici v Bratislavě (dnešní rektorát Slovenské vysoké školy technické).
Zakladatelem, organizátorem a prvním ředitelem školy byl Josef Vydra (1884–1959) – malíř, historik umění a teoretik, významný etnograf a pedagog. Spolu s ním zde působila řada osobností slovenské a české umělecké avantgardy: Ľudovít Fulla, Mikuláš Galanda, Jaromír Funke, Ladislav Kožehuba, Karel Plicka, František Tröster, Júlia Horová, František Reichental, Zdeněk Rossmann, Ferdinand Hrozinka, Emanuel Margold, František Kalivoda a další. Nové výukové metody byly doplněny přednáškami významných evropských osobností – László Moholy-Nagye, Jana Tschicholda, Hannese Meyera, Ernő Kállaie, Karla Teigeho, Zdeňka Pešánka, Ladislava Sutnara.
V roce 1937 Karel Plicka společně s ředitelem školy Josefem Vydrou a Františkem Trösterem připravili návrh, podle kterého by na Škole uměleckých řemesel měly existovat oddělení oděvní kultury a oddělení malířské, grafické, reklamní, aranžérské, keramické, „dřevorobráběcí“, „kovorobráběcí“, fotografické a filmové.
Kinematografický obor v Bratislavě byl v Evropě třetí školou pro filmaře po římském Centro Sperimentale di Cinematografia (Experimentální filmové centrum, 1935) a moskevské škole Všesvazový státní institut kinematografie (1919).
V Československu se už déle uvažovalo o potřebě filmové školy. Názory zformulované na půdě Masarykova lidovýchovného ústavu v Praze patří k prvním veřejně předneseným koncepcím. Hlavní tajemník ústavu dr. Tomáš Trnka hovořil o potřebě filmové školy v dubnu 1932 a profesor Ing. Ferdinand Pujman nastínil plán filmové školy, která by byla vytvořena za spolupráce „Státní konzervatoře“, AVU, České techniky, Umělecko-průmyslové školy a jiných odborných učilišť. Podle Pujmana měla filmová škola sestávat z oddělení pro filmové kameramany, oddělení hereckého a režisérského. V praxi se však v roce 1932 uskutečnily pouze seminární kurzy pro režiséry, herce a kameramany, na kterých přednášeli Václav Tille, Karel Smrž, F. Kocourek.
Plicka a Vydra jako první v Československu zrealizovali to, o čem jiní jen uvažovali. Z bratislavské zkušenosti vycházela pozdější zlínská iniciativa Otakara Vávry a Jindřicha Honzla (Navrhujeme školu pro výchovu filmového dorostu, Zlín 1939).
Plickův kurz chtěl „vychovat režiséry a kameramany dokumentárních filmů (I. skupina), promítače a osvětlovače (II. Skupina), zaměstnance hospodářské správy (III. skupina)“. Této třístupňové diferenciaci předcházela obsažná teoretická předpříprava, která zahrnovala skicování, návrhy a montáž obrázků, dějiny umělecko-historických slohů, teorii námětu, scénáře, výpravu filmu, reklamu, elektrotechniku pro promítače a operátory, předpisy a organizaci kin, přehled literatury o filmu. Počítalo se s desetiměsíční výukou pro 12 žáků. Ze studentů, kteří navštěvovali první nedokončený ročník kurzu, se někteří později prosadili jako známí filmoví autoři. Jeho účastníky byli Viktor Kubal, Karol Krška, Ján Kadár, Irena Blühová nebo Barbara Eisler-Zsigmondy.
V letech druhé světové války se v Plickově průkopnické iniciativě nijak nepokračovalo. Příští autoři Nástupu (Paľo Bielik, Karol Krška, Eugen Mateička, Ján Fintora) se připravovali na studijních pobytech ve filmových studiích Wienfilm ve Vídni, Studio Barrandov v Praze, UFA v Berlíně a Babelsberg v Mnichově. Nástup utvořil speciální fond pro udělování stipendií, o filmové škole se neuvažovalo.
Škola uměleckých řemesel fungovala až do roku 1938, kdy byla po nástupu fašismu její činnost ukončena a čeští učitelé museli školu opustit. V posledním školním roce byl ředitelem Ľudovít Fulla. 
V ilegálních filmových kruzích Protektorátu se v představách o poválečném uspořádání kinematografie rozvíjela Plickova idea i praktické zkušenosti ze Školy uměleckých řemesel. Jejich vyvrcholením se stalo zřízení Filmové fakulty Akademie múzických umění v Praze (FAMU) v listopadu 1946, jejímž prvním děkanem byl právě Karel Plicka. Na Plickovy začátky filmového školství navázalo oddělení filmové dramaturgie na Katedře dramaturgie a divadelní vědy otevřené na VŠMU v Bratislavě.
Po skončení 2. světové války v roce 1945 se činnost školy obnovila v budově bývalého Evangelického lycea na ulici Palisády 51 pod názvem Škola umeleckého priemyslu, později Stredná umelecko-priemyselná škola. V roce 1993 se název školy změnil na Školu úžitkového výtvarníctva Josefa Vydru. Od roku 2019 nese škola opět staronový název Škola umeleckého priemyslu Josefa Vydru. Sídlí na adrese Dúbravská cesta 11. Vyučují se tu obory propagační výtvarnictví, grafický design, průmyslový design, fotografický design, keramický design, design a tvarování dřeva, kamenosochařství, textilní design, konzervování a restaurování a propagační grafika.
V tomto článku byl použit překlad textu z článku Škola umeleckých remesiel na slovenské Wikipedii.